# Jørgen Peder Laurids Jørgensen
Jørgen Peder Laurids Jørgensen, född 19 maj 1888, död 15 december 1974, var en dansk politiker.
Jørgen Jørgensen utbildades i lantbruk och vid högskolor och arbetade sig upp inom de själländska lantbrukarföreningarna. Samtidigt deltog han livligt i det kommunala livet, blev ledamot av Folketinget 1929, var ordförande i Radikale Venstres riksdagsgrupp 1934–1935 och från 1945, var undervisningsminister i Thorvald Staunings regering från 1935 och i Vilhelm Buhls regering från 1942. Jørgensen var inrikesminister i Erik Scavenius regering 1942–1945. Jørgensen var ledare för Radikale Venstres lantbrukarflygel med ett tydligt inslag av grundtvigianism. 1942 genomförde han den stora lagskiftningen om ungdomsskolan.